# کلینک (آلمان)
کلینک (به آلمانی: Klink) یک شهر در آلمان است که در Mecklenburgische Seenplatte District واقع شده‌است. کلینک ۱٬۱۶۶ نفر جمعیت دارد.